# 新疆生产建设兵团第三师四十四团
新疆生产建设兵团第三师四十四团是中华人民共和国新疆生产建设兵团第三师下辖的一个团，与新疆维吾尔自治区图木舒克市永安镇实行“团镇合一”的管理体制。

## 行政区划
新疆生产建设兵团第三师四十四团下辖以下单位：
团部、一连、二连、三连、四连、五连、六连、七连、八连、九连、十连、十一连、十二连、十三连、十四连、十五连、十六连、十七连、十八连、十九连、二十连、值班连、良种连、原种场、畜牧站生活区、种羊场、园林连、社区中心、综合加工厂生活区、农一队和农二队。